# Paradox der Hässlichkeit
Der Begriff Paradox der Hässlichkeit geht auf den Philosophen Nelson Goodman zurück.
Es handelt sich um das Phänomen, dass Gegenstände und Kunstwerke, die nach üblichen ästhetischen Maßstäben als „unschön“ oder „hässlich“ empfunden werden müssten, durchaus einen ästhetischen Reiz ausüben können. Dieses Paradoxon zeigt sich in Ausdrücken wie „schaurig-schön“ sowie in ästhetischen Urteilen wie: „Mir gefällt das Schräge in dieser Musik“ oder „Gerade die Brüche und Asymmetrien in dem Design gefallen mir“. Das Paradox der Hässlichkeit beschreibt zugleich den umgekehrten Fall, dass bestimmte Dinge, die sich durch bestimmte „schöne“ Merkmale auszeichnen, als „kitschig“, „glatt“ oder „ästhetisch aufdringlich“ empfunden werden: „Sie sind zu schön, um (wirklich) schön zu sein“.
Andere Betrachtungsweisen beziehen sich auf Photographien schwerst Behinderter oder Verstümmelter, Musik bar jedes Rhythmus und viele diverse Bücher und Filme, die mit der Schilderung erschreckender Szenarien verstören sollen. Zunächst ist das Hässliche dabei als Gegensatz zum Schönen zu betrachten, es ist verunsichernd, beunruhigend, störend, abstoßend und chaotisch. Solche Assoziationen sind vererbt, teilweise werden sie auch angeeignet. Als Musterbeispiel der operanten Konditionierung seien hier Kriegsveteranen genannt, die Feuerwerk, welches schön ist, trotzdem erschreckt und zusammenfahren lässt, da sie mit dem Knallen die Schüsse aus ihrer Kriegszeit verbinden.

## Das Phänomen bei Freud
Der Psychoanalytiker Sigmund Freud begründet die Faszination des Hässlichen damit, dass das Hässliche, Unheimliche den Menschen aus der gewohnten, gewünschten Welt herausreißt und in eine dem Schönen entgegengesetzte bringt. Freud verweist dabei auf die Etymologie des Wortes „unheimlich“, wonach dieses Wort das Gegenteil des germanischen Wortes „heim“, also dem Haus und der Heimat, sei. Alles Verborgene, das, was sich in sein Heim zurückgezogen hat, ist "ge-heim". In der entfremdeten Form des Hässlichen kehre zudem auch alles in der Kindheit Verdrängte wieder.
Nach diesem Verständnis ist das Hässliche niemals selbst schön, höchstens faszinierend oder interessant. Hinzu kommt, dass das Hässliche einen kathartischen Effekt im Sinne des Aristoteles besitzt. Er erläutert dies an der Tragödie, in der der Zuschauer mit Kummer, Furcht und Mitleid konfrontiert wird, dadurch aber gereinigt wird und die Befreiung von diesen Gefühlen schließlich begrüßt und die damit verbundenen Lustgefühle empfindet. Dies ist auf einem psychischen Phänomen begründet, wonach sich Gefühle im Kontrast oder in der Verfremdung verstärken. So werden in der Musik gezielt Dissonanzen eingesetzt, damit über einen Spannungsbogen die endlich eintretende Harmonie umso erlösender wirkt. Letztlich wird in Kriminalromanen nach dem brutalen, „hässlichen“ Mord der Mörder endlich geschnappt und seiner gerechten Strafe zugeführt. Der hässliche Frosch wird zuletzt zum Prinzen und selbst das hässliche Entlein wird zum wunderschönen Schwan.

## Möglichkeiten zur Auflösung des Paradoxons
Eine Möglichkeit, dieses Paradoxon aufzulösen bzw. den inneren Widerspruch zu beseitigen, besteht darin, den Begriff „Schönheit“ einzuengen. Nelson Goodman meinte dazu: „Wenn das Schöne das Hässliche ausschließt, dann ist Schönheit kein Maßstab für den ästhetischen Wert; wenn aber das Schöne hässlich sein kann, dann wird Schönheit lediglich zu einem anderen und irreführenden Wort für ästhetischen Wert.“ Dies würde etwa darauf hinauslaufen zu sagen, solche Dinge mögen zwar „interessant“ sein oder „reizvoll“, aber nicht „wirklich“ schön. Diese „Lösung“ erscheint jedoch vielen unbefriedigend, nicht zuletzt Goodman selbst. So schreibt Franz Koppe in seinem Lehrbuch Grundbegriffe der Ästhetik: „Das Ästhetische [ist] insoweit schön, als es Bedürfniserfüllung ... vergegenwärtigt. Deshalb ist die >Totalität< der ästhetischen Form ... eben schön ... selbst da, wo sie die Darstellung frustrierendster Not gelingend ins Werk setzt. Das ist der Grund, warum noch provozierend hässliche Kunst in ihrer Form einen Rest, eine Ahnung spröder Schönheit behält.“
Ein anderer Vorschlag, das Paradox der Hässlichkeit aufzulösen, stammt von Gábor Paál. Demzufolge lassen sich verschiedene Ebenen ästhetischer Werte unterscheiden, die in einem wechselseitigen Verhältnis stehen. So kann es vorkommen, dass Gegenstände aus der Perspektive einer dieser Ebenen als schön beurteilt werden, aus der Perspektive einer anderen Ebene jedoch nicht.